# Adenomeropus fitzgeraldi
Adenomeropus fitzgeraldi är en mångfotingart som beskrevs av Hoffman 1967. Adenomeropus fitzgeraldi ingår i släktet Adenomeropus och familjen fingerdubbelfotingar. Inga underarter finns listade i Catalogue of Life.